# 小島毅
小島 毅（こじま つよし、1962年5月 - ）は、日本の思想史家、東京大学大学院人文社会系研究科教授。専攻は中国思想史。
儒教史、陽明学、東アジア王権論などを研究する。

## 来歴
群馬県多野郡新町（現：高崎市）生まれ。1981年麻布高等学校卒業。1985年東京大学文学部中国哲学専修卒業、1987年同大学院修士課程修了、同東洋文化研究所助手、1992年徳島大学講師、1994年助教授、1996年東大人文社会系研究科助教授、2007年准教授。2012年教授。

## 人物
- 上杉謙信に仕えた戦国武将・小島弥太郎の子孫を自称している[要出典]。
- 麻布学園の同級生に、脚本家の戸田山雅司がいる[要出典]。

## 著書
- 『中国近世における礼の言説』東京大学出版会 1996
- 『宋学の形成と展開』創文社・中国学芸叢書 1999
- 『東アジアの儒教と礼』山川出版社 世界史リブレット 2004
- 『朱子学と陽明学』放送大学教育振興会 2004。放送テキスト
  - 改訂版『朱子学と陽明学』ちくま学芸文庫 2013 ISBN 4480095691
- 『中国の歴史07 中国思想と宗教の奔流 宋朝』講談社 2005／講談社学術文庫 2021
- 『義経の東アジア』勉誠出版 2005／トランスビュー 2010／文春学藝ライブラリー 2021
- 『近代日本の陽明学』講談社選書メチエ 2006／講談社学術文庫 2024
- 『海からみた歴史と伝統 遣唐使・倭寇・儒教』勉誠出版 2006
- 『靖国史観 幕末維新という深淵』ちくま新書 2007
  - 増補版『靖国史観 日本思想を読みなおす』ちくま学芸文庫 2014 ISBN 4480096272
- 『足利義満 消された日本国王』光文社新書 2008
- 『父が子に語る日本史』トランスビュー 2008／ちくま文庫 2019
- 『父が子に語る近現代史』トランスビュー 2009／ちくま文庫 2019
- 『織田信長 最後の茶会 「本能寺の変」前日に何が起きたか』光文社新書 2009
- 『江と戦国と大河 日本史を「外」から問い直す』光文社新書 2011
- 『歴史を動かす 東アジアのなかの日本史』亜紀書房 2011
- 『宗教の世界史5 儒教の歴史』山川出版社 2017
- 『儒教が支えた明治維新』晶文社 2017
- 『志士から英霊へ　尊王攘夷と中華思想』晶文社 2018
- 『天皇と儒教思想 伝統はいかに創られたのか？』光文社新書 2018
- 『子どもたちに語る日中二千年史』ちくまプリマー新書 2020

## 編著
- 『知識人の諸相 中国宋代を基点として』 伊原弘共編 勉誠出版 2001
- 『義経から一豊へ 大河ドラマを海域にひらく』 勉誠出版 2006
- 『中国思想史』 溝口雄三、池田知久共著 東京大学出版会 2007
- 『知の古典は誘惑する 〈知の航海〉シリーズ』 岩波ジュニア新書 2018
- 『中世日本の王権と禅・宋学』「東アジア海域叢書」汲古書院 2018
- 『尊厳と社会』上・下、加藤泰史編 法政大学出版局 2020。主に上巻
- 『東アジアの尊厳概念』 加藤泰史、小倉紀蔵共編 法政大学出版局 2021